# Občina Vojnik
Občina Vojnik je ena od občin v Republiki Sloveniji. Leži na severovzhodu Celjske kotline in meji na mestno občino Celje, občino Dobrna, občino Vitanje, občino Zreče, občino Slovenske Konjice ter občino Šentjur. Občinska uprava ima sedež v Vojniku, župan je Branko Petre. Občina obsega tri krajevne skupnosti: Krajevno skupnost Vojnik, Krajevno skupnost Frankolovo in Krajevno skupnost Nova Cerkev.
Od dejavnosti sta v občini najbolj razvita kmetijstvo in turizem (predvsem kmečki turizem), veliko je tudi obrtnikov in malih podjetij. Občina je gospodarsko in sicer precej navezana na Celje, veliko občanov hodi tudi na delo v Celje.

## Zgodovinski razvoj občine Vojnik

### Od leta 1850 do druge svetovne vojne
Leta 1850 so v Avstrijskem cesarstvu na področju celjskega okrajnega glavarstva na novo ustanovili več kot osemdeset občin in med njimi je bila tudi občina Vojnik. Njen prvi župan je bil Franc Novak, nasledil ga je Franc Uratarič, njega pa Franc Balant. Leta 1875 se je od občine Vojnik odcepila Škofja vas, ki je postala samostojna občina, zato se je obseg občine Vojnik precej zmanjšal - obsegala je le še trg z neposredno okolico. Od leta 1875 do leta 1918 so bili vojniški župani: Karel Henn, Franc Zotl, Moritz Stallner, Roman Henn in Jožef Koschutnik. Prebivalstvo občine Vojnik je bilo v tem času v veliki meri slovensko, vendar so vojniški trg Nemci obravnavali kot nekakšno predstražo Celja, ki je bilo takrat eno najbolj nemških mest na Slovenskem. Tudi nemški župani občine Vojnik so bili zelo nemško usmerjeni, posebno vlogo pri ohranjanju nemške identitete mesta pa so imeli tudi učitelji, požarno-obrambno društvo in nemška posojilnica. Konec 19. stoletja pa so vendarle pridobivale vpliv in ugled tudi številne slovenske ustanove in organizacije.
Na prvih občinskih volitvah v Kraljevini Srbov, Hrvatov in Slovencev aprila 1921 je bil za župana občine Vojnik izvoljen Julko Kovačič iz napredne stranke. Na občinskih volitvah 1924 so stranke v Vojniku že povezovale med seboj, najmočnejša stranka v tem času pa je bila, tako kot drugje na Slovenskem, Slovenska ljudska stranka. Leta 1934 je bila iz nekdanjih občin Škofja vas in Šmartno ustanovljena občina Vojnik - okolica s sedežem v Vojniku, Vojnik - trg pa je ostal svoja občina. Maja 1936 je bila občini Vojnik - trg priključena katastrska občina Vojnik - okolica, ki je prej spadala v občino Škofja vas. Leta 1936 sta se od občine Vojnik – okolica odcepili Šmartno v Rožni dolini in Nova Cerkev, občini Vojnik – okolica pa sta bili priključeni dotedanji občini Frankolovo in Višnja vas. 1937 je bila občini Vojnik – trg priključena še katastrska občina sv. Tomaž, ki je bila prej del občine Škofja vas.

### Od druge svetovne vojne do osamosvojitve Slovenije
Vojnik so v času druge svetovne vojne okupirali Nemci. Precej Vojničanov je umrlo v celjskem zaporu »stari pisker«, mnogo so jih odpeljali tudi v taborišča. Nekateri krajani so sodelovali z Nemci, najbolj poznani t.i. nemškutarji so bili bratje Kovači. Organiziral se je tudi partizanski odpor. 19. decembra 1944 so Nemci ob vojniškem pokopališču ustrelili osem talcev, ki so jih privedli iz raznih krajev – to je bilo povračilo, ker so odporniki ustrelili enega od bratov Kovač. Leta 1944 je skozi Vojnik šla tudi XIV. divizija in mnogi mladi so se pridružili partizanom. Vojnik je bil nato precej na udaru ob umiku okupatorja, saj leži ob pomembni prometnici. 9. maja 1945 je bil v Vojniku ustanovljen narodnoosvobodilni odbor, ki je prevzel vodenje občine.
Ko so bili 19. aprila 1952 okraji z Zakonom o razdelitvi Ljudske republike Slovenije na mesta, okraje in občine razdeljeni na občine, je bil okraj Celje – okolica razdeljen na štirideset občin in med njimi je bila tudi občina Vojnik, ki je ob nastanku štela 2.629 prebivalcev. Tri leta kasneje je bila ustanovljena komuna Vojnik, ki je bila sestavljena iz nekdanjih občin Vojnik, Frankolovo, Dobrna in Strmec in je spadala pod okraj Celje. 24. septembra 1958 je občina Vojnik prenehala obstajati, saj je bila priključena Mestni občini Celje in takrat je Vojnik dobil krajevni urad. 5. maja 1964 so bile ustanovljene krajevne skupnosti, med drugim tudi krajevna skupnost Vojnik.

### Od osamosvojitve Slovenije do danes
Ko je leta 1991 nastala samostojna in neodvisna država Republika Slovenije, je sprejela tudi novo ustavo, ki je bila osnova za novo upravno ureditev države in ponovno uvedbo klasične lokalne uprave zahodnoevropskega tipa. Ustava je namreč lokalno samoupravo uvedla kot eno svojih temeljnih načel. 1992 so se nekatera naselja v občini Vojnik preimenovala in sicer: Lemberg pri Strmcu se je preimenoval v Lemberg pri Novi Cerkvi, Straža pri Strmcu je postala Straža pri Novi Cerkvi, Strmec pri Vojniku pa je bil preimenovan v naselje Nova Cerkev. Leta 2000 je nastalo novo naselje Dedni Vrh pri Vojniku in sicer iz delov ozemlja naselij Rove, Frankolovo in Ilovca. Leta 2000 je bil tudi del ozemlja naselja Trnovlje pri Socki priključen naselju Lipa pri Frankolovem.
Občina Vojnik, kot jo poznamo danes, je bila ustanovljena 3. oktobra 1994 iz takratne komune Celje. Tega dne je državni zbor Republike Slovenije namreč sprejel Zakon o ustanovitvi občin ter o določitvi njihovih območji. Poleg občine Vojnik sta iz komune Celje nastali še Mestna občina Celje in Občina Štore. Komuna Celje je pred tem štela 117 naselij, od tega jih je občini Vojnik pripadlo 66. Komuna Celje je imela ob razpadu na tri nove občine 64 360 prebivalcev, od katerih jih je občini Vojnik pripadlo 10 033. Komuna Celje je obsegala 229,9 km2 in od tega je 106,9 km2 pripadlo novi občini Vojnik. Tedanja občina Vojnik je spadala med srednje velike občine. Prvi župan nove občine Vojnik je postal Beno Podergajs.
Marca 1998 je državni zbor sprejel Odlok o razpisu referenduma in določitvi referendumskih območij za ustanovitev občin ter za določitev oziroma spremembo njihovih območij in razpisu referenduma za spremembo imen in sedežev občin. Po referendumu, ki je potekal 19. aprila 1998, je bilo z zakonom ustanovljenih petinštirideset novih občin. Med njimi je bila tudi občina Dobrna, ki je nastala iz dela občine Vojnik. Pred to delitvijo je občina Vojnik štela 66 naselij, 9 790 prebivalcev in obsegala je 106,8 km2. Od tega je na novo urejeni občini Vojnik ostalo dobrih 80 % naselij, slabih 80 % prebivalcev in 70 % ozemlja. Sedanja občina Vojnik tako spada med manjše slovenske občine.

## Vzgoja in izobraževanje
V občini Vojnik delujejo trije vrtci in sicer en javni in dva zasebna. Vrtec Mavrica Vojnik je javni vzgojno-izobraževalni zavod, ki ima enaindvajset oddelkov in deluje v petih enotah. Enote delujejo v Vojniku, na Frankolovem, v Socki, v Novi Cerkvi in v Šmartnem v Rožni dolini. V Vojniku deluje še Zasebni katoliški vrtec Danijelov Levček Enota Vojnik, v Novi Cerkvi pa zasebni vrtec Zavod Montessori vsakdan.
V občini delujeta dve osnovni šoli in sicer Osnovna šola Vojnik in Osnovna šola Antona Bezenška Frankolovo. Osnovna šola Vojnik ima poleg matične enote še tri podružnice. Matična šola ima petindvajset oddelkov od prvega do devetega razreda. Na podružničnih šolah v Socki, Novi Cerkvi in Šmartnem v Rožni dolini pa učenci obiskujejo pouk le od prvega do petega razreda, v šestem razredu pa gredo tudi učenci s podružničnih šol na matično šolo v Vojnik. Osnovna šola Antona Bezenška Frankolovo ima po en oddelek od prvega do devetega razreda.

## Zdravstvo in sociala
V občini Vojnik deluje v Vojniku Zdravstvena postaja Vojnik s tremi ambulantami. Poleg tega javnega zavoda deluje v kraju tudi zasebna zdravniška ordinacija dr. Igorja Praznika. Pomemben del zdravstvene dejavnosti je tudi Psihiatrična bolnišnica Vojnik.
Na področju sociale deluje v občini Vojnik več zavodov in društev. V občini deluje zasebni zavod Špesov dom starejših občanov Vojnik, ki ima kapaciteto sto sedemdeset mest, od tega lahko dvainsedemdeset stanovalcev prebiva v nadstandardnih sobah. Oskrbo na domu za starejše in invalidne osebe v občini zagotavlja Dom ob Savinji Celje-Center. V Vojniku deluje tudi Krajevna organizacija rdečega križa Vojnik, območno združenje Rdeči križ Celje, v vseh treh krajevnih skupnostih pa delujejo tudi krajevne organizacije Slovenske Karitas. Občina sofinancira tudi Javni zavod Socio, ki v občini izvaja programa terensko delo z odvisniki in materinski dom, nekaj sredstev pa občina namenja tudi varni hiši Celje.

## Naselja v občini
Arclin, Beli Potok pri Frankolovem, Bezenškovo Bukovje, Bezovica, Bovše, Brdce, Dol pod Gojko, Čreškova, Črešnjevec, Črešnjice, Dedni Vrh pri Vojniku, Frankolovo, Gabrovec pri Dramljah, Globoče, Gradišče pri Vojniku, Homec, Hrastnik, Hrenova, Ilovca, Ivenca, Jankova, Kladnart, Koblek, Konjsko, Landek, Lemberg pri Novi Cerkvi, Lešje, Lindek, Lipa pri Frankolovem, Male Dole, Nova Cerkev, Novake, Podgorje pod Čerinom, Polže, Pristava, Rakova Steza, Razdelj, Razgor, Razgorce, Rove, Selce, Socka, Straža pri Dolu, Straža pri Novi Cerkvi, Stražica, Tomaž nad Vojnikom, Trnovlje pri Socki, Velika Raven, Verpete, Vine, Vizore, Višnja vas, Vojnik, Zabukovje, Zlateče, Želče